# España en los Juegos Olímpicos de Pekín 2022
España estuvo representada en los Juegos Olímpicos de Pekín 2022 por un total de 14 deportistas que competirán en 6 deportes. Los portadores de la bandera en la ceremonia de apertura fueron el piloto de skeleton Ander Mirambell y la deportista de snowboard Queralt Castellet.
Responsable del equipo olímpico es el Comité Olímpico Español (COE), así como las dos federaciones nacionales representantes de los deportes con participación: la Federación Española de Deportes de Hielo y la Real Federación Española de Deportes de Invierno.

## Medallistas
El equipo olímpico español obtuvo las siguientes medallas:
| Nombre            | Deporte   | Competición | Fecha         |
| ----------------- | --------- | ----------- | ------------- |
| Oro               |           |             |               |
| —                 |           |             |               |
| Plata             |           |             |               |
| Queralt Castellet | Snowboard | Halfpipe F  | 10 de febrero |
| Bronce            |           |             |               |
| —                 |           |             |               |

## Diplomas olímpicos
En total se consiguieron tres diplomas olímpicos, uno de 6.º puesto, uno de 7.º  y uno de 8.º.
| Nombre                   | Deporte            | Competición       |
| ------------------------ | ------------------ | ----------------- |
| 6.º                      |                    |                   |
| Javier Lliso             | Esquí acrobático   | Big air M         |
| 7.º                      |                    |                   |
| Lucas Eguibar            | Snowboard          | Campo a través M  |
| 8.º                      |                    |                   |
| Olivia Smart Adrián Díaz | Patinaje artístico | Danza sobre hielo |

## Deportes
| N.º | Deporte            | H  | M | T  |
| 1   | Esquí acrobático   | 2  | 0 | 2  |
| 2   | Esquí alpino       | 2  | 1 | 3  |
| 3   | Esquí de fondo     | 2  | 0 | 2  |
| 4   | Patinaje artístico | 2  | 2 | 4  |
| 5   | Skeleton           | 1  | 0 | 1  |
| 6   | Snowboard          | 1  | 1 | 2  |
|     | TOTAL              | 10 | 4 | 14 |

## Deportistas

### Esquí acrobático
- Javier Lliso
- Thibault Magnin

### Esquí alpino
- Adur Etxezarreta
- Joaquim Salarich
- Nuria Pau

### Esquí de fondo
- Jaume Pueyo
- Imanol Rojo

### Patinaje artístico
- Laura Barquero / Marco Zandron (parejas)
- Olivia Smart / Adrián Díaz (danza sobre hielo)

### Skeleton
- Ander Mirambell

### Snowboard
- Lucas Eguibar
- Queralt Castellet